# Onthophagus nimbatus
Onthophagus nimbatus là một loài bọ cánh cứng trong họ Bọ hung (Scarabaeidae).